# 希望コミックス
希望コミックス（きぼうコミックス）は、潮出版社から発行されている漫画単行本のレーベル。
潮出版社から出版されていた雑誌『希望の友』、『少年ワールド』、『コミックトム』、『コミックトムプラス』に掲載された漫画が収録されている。『希望の友』の出版された1965年より同期に創生されたレーベル。
文庫化に際しては『潮漫画文庫』あるいは『潮ビジュアル文庫』のレーベル名が使用されている。またコンビニコミック版に対しては『KIBO COMICS カジュアルワイド SPECIAL』のレーベル名が用いられている。

## 主な作品
- 横山光輝
  - 『水滸伝』
  - 『三国志』
  - 『項羽と劉邦』
  - 『殷周伝説』
- 手塚治虫
  - 『ブッダ』
  - 『ルードウィヒ・B』
- 藤子・F・不二雄（1988年までは藤子不二雄名義）
  - 『ポコニャン』
  - 『T・Pぼん』
- 松本零士『天使の時空船（レオナルドダヴィンチの伝説）』
- 石ノ森章太郎『宮本武蔵』、『太陽伝』
- みなもと太郎
  - 『風雲児たち』- 2001年にリイド社に移管。
  - 『レ・ミゼラブル』
  - 『ハムレット』
- 星野之宣『ヤマタイカ』
- 坂口尚『石の花』
- いしいひさいち『鏡の国の戦争』
- 北野英明『牧口先生』
- ひらまつつとむ『完全版飛ぶ教室』

他